# ريناتا لاتفانوفا
ريناتا لاتفانوفا (بالروسية: Рената Муратовна Литвинова)‏ هي مذيعة ومخرجة ومنتجة وكاتبة سيناريو ومخرجة وممثلة روسية (وحملت سابقاً جنسية الاتحاد السوفيتي)، ولدت في 12 يناير 1967 بموسكو في روسيا. بدأت مشوارها المهني سنة 1989، ومن الجوائز التي نالتها ميدالية بوشكين ‏ وجائزة الدولة لروسيا الاتحادية ‏ سنة 2002.

## جوائز
- ميدالية بوشكين [الإنجليزية]‏
- جائزة الدولة لروسيا الاتحادية [الإنجليزية]‏ (2002)

## وصلات خارجية
- ريناتا لاتفانوفا على موقع IMDb (الإنجليزية)
- ريناتا لاتفانوفا على موقع ألو سيني (الفرنسية)
- ريناتا لاتفانوفا على موقع ميوزك برينز (الإنجليزية)
- ريناتا لاتفانوفا على موقع أول موفي (الإنجليزية)
- ريناتا لاتفانوفا على موقع قاعدة بيانات الأفلام السويدية (السويدية)
- ريناتا لاتفانوفا على موقع قاعدة بيانات الفيلم (الإنجليزية)
- ريناتا لاتفانوفا على موقع كينوبويسك (الروسية)